# Ваймарер-Ланд
Ваймарер-Ланд (нем. Weimarer Land) — район в немецкой земле Тюрингия. Центр района — город Апольда.

## География

### Расположение в Тюрингии
Район Ваймарер-Ланд расположен в восточной части центральной Тюрингии. Соседние районы: Зёмерда — с севера, Зале-Хольцланд и город Йена — с востока, Зальфельд-Рудольштадт — с юга, Ильм — с юго-запада и город Эрфурт — с запада. На севере граничит с землёй Саксония-Анхальт.

## Ландшафт, природные зоны и горы
Район Ваймарер-Ланд разделяют на две природные зоны; обе широко используются в сельском хозяйстве.
Южная часть района располагается преимущественно на плато Ильм-Зале, представляющее собой известняковые горы. На известковом песчанике самым встречающимся деревом является бук, в то время как в районе Танроды, Бланкенхайна, Бад-Берки на пёстром песчанике произрастают практически исключительно ели и сосны.

## Административно-территориальное деление
Район подразделяется на 79 общин.

### Города
1. Апольда (24 684)
2. Бад-Берка (7 716)
3. Бад-Зульца (3 052)
4. Бланкенхайн (6 892)
5. Буттельштедт (1 405)
6. Кранихфельд (3 727)
7. Магдала (2 052)
8. Ноймарк (506)

### УправлениеБерльштедт
1. Бальштедт (330)
2. Берльштедт (1 709)
3. Эттерсбург (575)
4. Хоттельштедт (216)
5. Краутайм (485)
6. Ноймарк (506)
7. Рамсла (328)
8. Шверштедт (371)
9. Фиппахедельхаузен (641)

### УправлениеБуттельштедт
1. Буттельштедт (1 405)
2. Гроссобринген (833)
3. Хайхельхайм (311)
4. Клайнобринген (290)
5. Лойтенталь (265)
6. Рорбах (221)
7. Заксенхаузен (389)
8. Вольсборн (521)

### Управление Грамметаль
1. Бехштедтштрас (284)
2. Дасдорф-на-Берге (251)
3. Гутендорф (230)
4. Хопфгартен (666)
5. Иссерода (518)
6. Мёнхенхольцхаузен (1 644)
7. Нидерциммерн (1 053)
8. Нора (1 525)
9. Оттштедт-ам-Берге (250)
10. Тройштедт (216)
11. Уцберг (315)

### Управление Ильмталь-Вайнштрассе
1. Кромсдорф (1 573)
2. Либштедт (462)
3. Матштедт (510)
4. Нидеррайсен (238)
5. Нидерросла (1 233)
6. Нирмсдорф (91)
7. Оберрайсен (190)
8. Османштедт (1 334)
9. Пфиффельбах (644)
10. Виллерштедт (295)

### УправлениеКранихфельд
1. Хоэнфельден (382)
2. Клетбах (1 337)
3. Кранихфельд (3 727)
4. Науендорф (313)
5. Риттерсдорф (272)
6. Тондорф (629)

### Управление Меллинген
1. Бухфарт (181)
2. Дёбричен (242)
3. Франкендорф (187)
4. Гросшвабхаузен (829)
5. Хаммерштедт (173)
6. Хетишбург (246)
7. Хольштедт (246)
8. Капеллендорф (461)
9. Килиансрода (228)
10. Клайншвабхаузен (263)
11. Ленштедт (327)
12. Магдала (2 052)
13. Мехельрода (270)
14. Меллинген (1 222)
15. Эттерн (151)
16. Умпферштедт (647)
17. Фоллерсрода (217)
18. Вигендорф (398)

### Общины
1. Заалеплатте (3 098)
2. Ауэрштедт (487)
3. Эберштедт (229)
4. Флурштедт (280)
5. Гебштедт (300)
6. Гросхеринген (698)
7. Кёддеритч (125)
8. Нидертребра (899)
9. Обертребра (287)
10. Ранштедт (204)
11. Райсдорф (339)
12. Шмидехаузен (445)
13. Викерштедт (854)